# Kathua (Distrikt)
Der Distrikt Kathua (Urdu ضلع کٹھوعہ) ist ein Distrikt im indischen Unionsterritorium Jammu und Kashmir.
Sitz der Distriktverwaltung ist die gleichnamige Stadt Kathua.

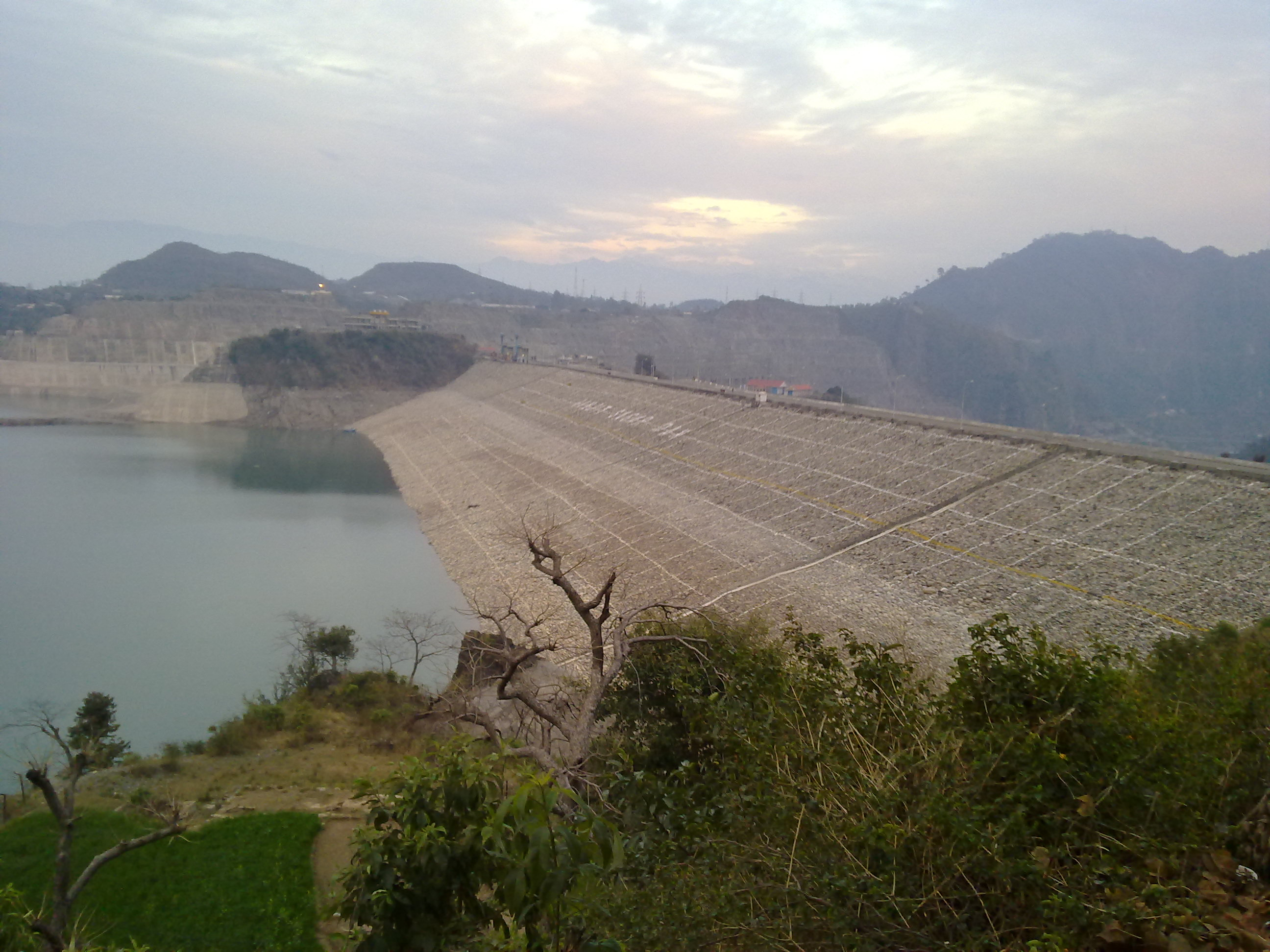
Ranjit-Sagar-Talsperre

Der Distrikt liegt im äußersten Südosten von Jammu und Kashmir. Er erstreckt sich vom Pir Panjal über die Siwaliks bis ins Tiefland. Der Fluss Ravi verläuft entlang der östlichen Distriktgrenze und wird von der Ranjit-Sagar-Talsperre aufgestaut.
Der Distrikt hat eine Fläche von 2651 km² und 616.435 Einwohner (Zensus 2011). 2001 lag die Einwohnerzahl noch bei 511.455.
Die Bevölkerungsdichte liegt bei 233 Einwohnern pro Quadratkilometer.
Der Distrikt ist in 5 Tehsils gegliedert: Bani, Bashohli, Billawar, Hiranagar und Kathua.